# Де Врис, Дауве
Дауве де Врис (нидерл. Douwe de Vries; род. 14 июня 1982 года, Херенвен) — нидерландский конькобежец, специализирующийся в классическом многоборье и на марафонских дистанциях. 5-кратный чемпион мира и бронзовый призёр, 2-кратный чемпион Нидерландов и 6-кратный призёр. Выступал за команду Team LottoNL-Jumbo

## Биография
Дауве де Врис родился в деревне Халлюм, где и начал кататься на коньках на открытом воздухе в 1987 году. В возрасте 6-ти лет в Леувардене стал  заниматься конькобежным спортом. С раннего детства наблюдал за своим двоюродным братом Виллемом Пулстрой, который был конькобежцем на марафонских дистанциях. Однако тот трагически погиб во время марафонской гонки на Яап Эденбаан в Амстердаме в 1999 году. Это повлияло на де Вриса и на его взгляд на катание и на жизнь в целом. Ещё в возрасте 15 лет он начал заниматься конькобежным спортом, а после смерти брата, через год увлёкся и марафонскими дистанциями.
Бег на длинные дистанции в будущем помог де Врису войти в элиту конькобежного спорта. С 2003 года он участвовал на чемпионатах Нидерландов в классическом многоборье. С 2006 года он полностью переключился на марафон и участвовал с командой "Time out Sport" там до 2011 года, после чего вернулся в классические гонки. В сезоне 2011/12 вместе с партнёрами выиграл командную гонку на этапе Кубка мира в Берлине. В марте 2012 года перешёл в команду "TVM". В январе 2014 года де Врис дебютировал на чемпионате Европы в классическом многоборье в Хамаре, где занял 7-е место. Он также дважды был первым в командной гонке на Кубке мира в Берлине и Херенвене.
В сезоне 2014/15 он присоединился к команде Жака Ори "Jumbo-Visma " и вновь был первым в командной гонке на этапах Кубка мира в Обихиро и Херенвене. Вторым на дистанции 5000 м в Хамаре и третьим в Берлине и Херенвене. В феврале 2015 года на дебютном чемпионате мира на отдельных дистанциях в Херенвене выиграл золотую медаль в командной гонке и бронзовую в забеге на 5000 м. На чемпионате мира в классическом многоборье в Калгари занял 6-е место. В марте 2015 года в Калгари он установил мировой рекорд в часовой гонке — 42 252 метров.
На Кубке мира сезона 2015/16 в Инцелле де Врис выиграл очередное золото в командной гонке, а в декабре 2015 года впервые стал бронзовым призёром на чемпионате Нидерландов в забеге на 5000 м и в масс-старте. А в многоборье стал серебряным призёром. На чемпионате Европы в классическом многоборье в Минске в 2016 году занял 22-е место. Следом на чемпионате мира на отдельных дистанциях в Коломне стал двукратным чемпионом мира в командной гонке, а в забеге на 5000 м стал 9-м.
Сезон он завершил победой в командной гонке на этапе Кубка мира в Херенвене. В сезоне 2016/17 де Врис на Кубке мира выиграл командную гонку в Харбине, Нагано и в Ставангере, а также был 2-м в Херенвене. На чемпионате Нидерландов стал третьим на дистанции 5000 м. В 2017 году на чемпионате Европы в классическом многоборье в Херенвене занял 5-е место. В феврале завоевал золото в командной гонке на чемпионате мира в Канныне и занял 4-е место в беге на 5000 м. В декабре не смог квалифицироваться на Олимпиаду 2018 года, заняв лучшее 8-е место в беге на 10 000 м.
В сезоне 2018/19 де Врис стал первым на Кубке мира в Томакомай и в Инцелле, на чемпионате Нидерландов стал первым в масс-старте и в комбинации многоборья. На чемпионате Европы в Коллальбо занял 7-е место в сумме многоборья. В феврале 2019 года на чемпионате мира в Инцелле выиграл в командной гонке очередную золотую медаль. В марте на чемпионате мира в классическом многоборье в Калгари он впервые поднялся на высокое 4-е место.
В сезоне 2019/20 он вновь стал первым на Кубке мира в Польше. Позже на чемпионате Нидерландов выиграл бронзу в комбинации многоборья. И в марте на чемпионате мира в Солт-Лейк-Сити завоевал свою пятую золотую медаль в командной гонке, при этом с партнёрами установили мировой рекорд. 5 марта 2020 года он объявил о завершении карьеры спортсмена.

## Спортивные результаты
| Год  | Чемпионат Нидерландов на отдельных дистанциях | Чемпионат Нидерландов в многоборье | Чемпионат Европы      | ЧМ многоборье         | ЧМ отдельные дистанции           | Кубок мира                                      |
| ---- | --------------------------------------------- | ---------------------------------- | --------------------- | --------------------- | -------------------------------- | ----------------------------------------------- |
| 2012 | 5e 5000 м 4e 10 000 м                         |                                    |                       |                       |                                  | 8e 5000/10 000 м                                |
| 2013 | 7e 5000 м 8e 10 000 м                         | 12e (14e, 6e, 12e, -)              |                       |                       |                                  |                                                 |
| 2014 | 11e 1500 м 6e 5000 м 6e 10 000 м              | DQ (9e, Dq, 7e, -)                 | 7e · (20e, , 10e, 7e) |                       |                                  | 40e 1500 м · 6e 5000/10 000 м · командная гонка |
| 2015 | 9e 1500 м 4e 5000 м 7e 10 000 м               | 5e (11e, 4e, 6e, 4e)               |                       | 6e (20e, 7e, 14e, 6e) | 5000 м · командная гонка         | 33e 1500 м · 7е 5000/10 000 м · командная гонка |
| 2016 | 10e 1500 м · 5000 м · 7e 10 000 м             | · (7e, , )                         | NS3 (19e, 13e, NS, -) |                       | 9e 5000 м · командная гонка      | 40e 1500 м · 7е 5000/10 000 м · командная гонка |
| 2017 | 11e 1500 м · 5000m                            |                                    | 5e (16e, 6e, 11e, 4e) |                       | 4e 5000 м · командная гонка      | 22e 1500 м 6e 5000/10 000 м                     |
| 2018 | 7e 5000 м 8e 10 000 м                         |                                    |                       |                       |                                  |                                                 |
| 2019 | 5e 1500 м · 4e 5000 м · 10 000 м · масс-старт | · (8e, , )                         | 7e · (11e, 7e, 8e, )  | 4e (10e, 4e, 5e, 5e)  | 14e масс-старт · командная гонка | 32e 1500 м 15e 5000/10 000 м                    |

## Награды
- 2007 год - награждён трофеем Виллема Пулстры за величайший талант от марафонского пелотона.

## Карьера в ISU
Дауве де Врис окончил Северный колледж в Леувардене на факультете "Биоинженерия". В феврале 2019 года был избран в комитет спортсменов Международного союза конькобежцев (ISU), а в апреле 2019 года был избран председателем комитета спортсменов ISU. Через год, в апреле 2020 года де Врис был назначен председателем Ассоциации спортсменов KNSB. Он также является членом Международного олимпийского комитета (МОК). Дауве де Врис является основателем и директором Академии Свена Крамера.

## Личная жизнь
Дауве де Врис женат на бывшей конькобежке-марафонке Янне ван Тол с мая 2014 года. В октябре 2018 года у них родился сын, которого назвали Мелле Мартен. Их семья живёт в Херенвене.